# Puchar Europy w Biegu na 10 000 metrów 2019
23. Puchar Europy w Biegu na 10 000 metrów – zawody lekkoatletyczne, które odbyły się 6 lipca 2019 roku w Londynie.

## Rezultaty

### Mężczyźni
| Konkurencja:           | 1. miejsce                                                   | Rezultat    | 2. miejsce                                                 | Rezultat    | 3. miejsce                                             | Rezultat    |
| Indywidualnie (Bieg A) | Yemaneberhan Crippa                                          | 27:49,79 SB | Amanal Petros                                              | 27:52,25 PB | Ben Connor                                             | 27:57,60 PB |
| Indywidualnie (Bieg B) | Yitayew Abuhay                                               | 28:44,74 PB | Italo Quazzola                                             | 28:44,97 PB | Gashaw Ayele                                           | 28:50,47 PB |
| Drużynowo              | Włochy · Yemaneberhan Crippa · Lorenzo Dini · Said El Otmani | 1:24:25,02  | Wielka Brytania · Ben Connor · Nick Goolab · Matthew Leach | 1:24:55,33  | Niemcy · Amanal Petros · Sebastian Hendel · Simon Boch | 1:25:12,89  |

### Kobiety
| Konkurencja:           | 1. miejsce                                                         | Rezultat       | 2. miejsce                                                   | Rezultat    | 3. miejsce                                              | Rezultat    |
| Indywidualnie (Bieg A) | Stephanie Twell                                                    | 31:08,13 EL PB | Lonah Chemtai Salpeter                                       | 31:15,78 NR | Eilish McColgan                                         | 31:16,76 PB |
| Indywidualnie (Bieg B) | Nina Lauwaert                                                      | 32:52,29 PB    | Nina Sawina                                                  | 32:52,66 PB | Sevilay Eytemiş                                         | 32:54,66 PB |
| Drużynowo              | Wielka Brytania · Eilish McColgan · Alice Wright · Verity Ockenden | 1:36:18,80     | Hiszpania · Camela Cardama · Nuria Lugueros · Maitane Melero | 1:38:07,75  | Włochy · Sara Dossena · Isabel Mattuzzi · Giovanna Epis | 1:38:13,80  |